# Cookstown

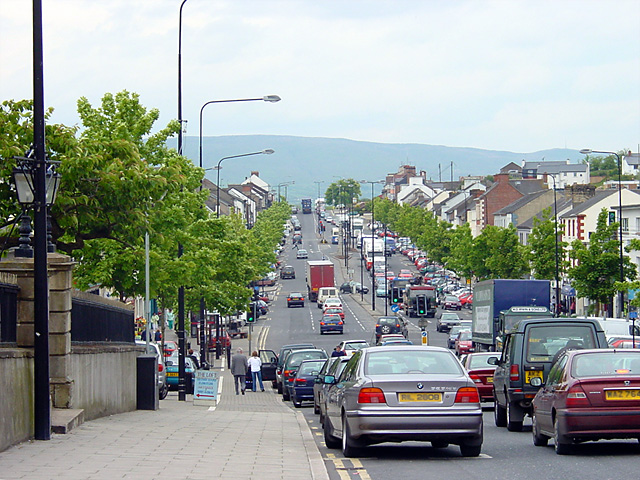
Huvudgatan i Cookstown, med berget Slieve Gallion i bakgrunden.

Cookstown (iriska: An Chorr Chríochach) är en stad i grevskapet Tyrone i Nordirland. Staden grundlades år 1609 av Alan Crooke under bosättningen i Ulster. Cookstown var huvudort för distriktet Cookstown fram till 2015 då distriktet blev en del av distriktet Mid Ulster. 
Vid folkräkningen 2001 hade staden 10 646 invånare och 2011 hade staden 11 599 invånare.
I Ardboe, öster Cookstown, finns Ardboekorset, ett iriskt högkors från 800- eller 900-talet med 22 paneler som visar scener från Bibeln.